# Аурсіртул
Аурсірту́л (рос. Аурсиртул) — гірська вершина у північно-східній частині Великого Кавказу. Знаходиться на території Росії (південний Дагестан).